# Galium mexicanum
Galium mexicanum är en måreväxtart som beskrevs av Carl Sigismund Kunth. Galium mexicanum ingår i släktet måror, och familjen måreväxter.

## Underarter
Arten delas in i följande underarter:
- G. m. asperrimum
- G. m. asperulum
- G. m. flexicum
- G. m. mexicanum